# Reyniès
Pour les articles homonymes, voir Reyniès (homonymie).
Reyniès est une commune française située dans le département de Tarn-et-Garonne, en région Occitanie.
Sur le plan historique et culturel, la commune est dans le Pays Montalbanais, correspondant à la partie méridionale du Quercy.
Exposée à un climat océanique altéré, elle est drainée par le Tarn, le ruisseau de Guitardio et par divers autres petits cours d'eau. La commune possède un patrimoine naturel remarquable : un site Natura 2000 (Les « vallées du Tarn, de l'Aveyron, du Viaur, de l'Agout et du Gijou ») et deux zones naturelles d'intérêt écologique, faunistique et floristique.
Reyniès est une commune rurale qui compte 878 habitants en 2022. Elle est dans l'agglomération de Labastide-Saint-Pierre et fait partie de l'aire d'attraction de Toulouse. Ses habitants sont appelés les Reyniésiens ou  Reyniésiennes.

## Géographie

### Localisation
Reyniès est située à environ 12 kilomètres au sud de Montauban, et est bordée par le Tarn, Toulouse est à 30 minutes. Elle fait aussi partie de l'unité urbaine de Labastide-Saint-Pierre dans l'aire d'attraction de Toulouse.

### Communes limitrophes
Reyniès est limitrophe de cinq autres communes.
Les communes limitrophes sont  Corbarieu, Nohic, Orgueil, Saint-Nauphary et Villebrumier.
|           | Saint-Nauphary |              |
| Corbarieu | Reyniès        | Villebrumier |
|           | Orgueil        | Nohic        |

### Voies de communication et transports
La commune est desservie par la ligne 45 du réseau TM Transports Montalbanais, ainsi que par le TAD Zone 5.

### Hydrographie

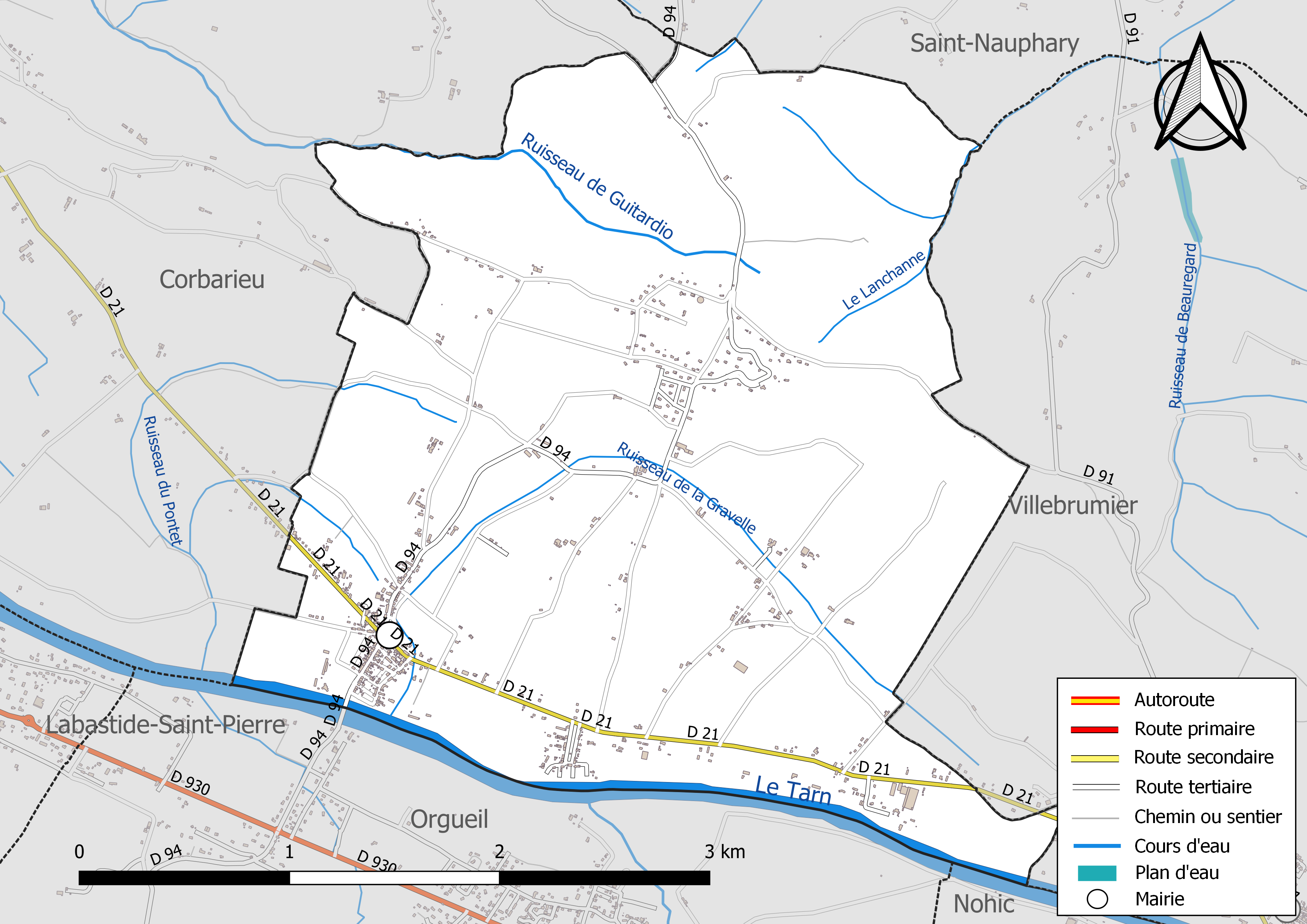
Réseaux hydrographique et routier de Reyniès.

La commune est dans le bassin versant de la Garonne, au sein du bassin hydrographique Adour-Garonne. Elle est drainée par le Tarn, le ruisseau de Guitardio, le Lanchanne, le ruisseau de Labatude, le ruisseau de la Gravelle, le ruisseau du Pontet et par deux petits cours d'eau, constituant un réseau hydrographique de 10 km de longueur totale,.
Le Tarn, d'une longueur totale de 380 km, prend sa source dans la commune de Jalognes et s'écoule d'est en ouest. Il traverse la commune et se jette dans la Garonne à Saint-Nicolas-de-la-Grave, après avoir traversé 98 communes.

### Climat
Pour des articles plus généraux, voir Climat de l'Occitanie et Climat de Tarn-et-Garonne.
En 2010, le climat de la commune est de type climat du Bassin du Sud-Ouest, selon une étude du Centre national de la recherche scientifique s'appuyant sur une série de données couvrant la période 1971-2000. En 2020, Météo-France publie une typologie des climats de la France métropolitaine dans laquelle la commune est exposée à un climat océanique altéré et est dans la région climatique Aquitaine, Gascogne, caractérisée par une pluviométrie abondante au printemps, modérée en automne, un faible ensoleillement au printemps, un été chaud (19,5 °C), des vents faibles, des brouillards fréquents en automne et en hiver et des orages fréquents en été (15 à 20 jours).
Pour la période 1971-2000, la température annuelle moyenne est de 13,5 °C, avec une amplitude thermique annuelle de 16 °C. Le cumul annuel moyen de précipitations est de 745 mm, avec 10,5 jours de précipitations en janvier et 5,8 jours en juillet. Pour la période 1991-2020, la température moyenne annuelle observée sur la station météorologique de Météo-France la plus proche, « Montauban », sur la commune de Montauban à 12 km à vol d'oiseau, est de 13,9 °C et le cumul annuel moyen de précipitations est de 710,2 mm. 
La température maximale relevée sur cette station est de 42,6 °C, atteinte le 24 août 2023 ; la température minimale est de −20 °C, atteinte le 16 janvier 1985,,.
Les paramètres climatiques de la commune ont été estimés pour le milieu du siècle (2041-2070) selon différents scénarios d'émission de gaz à effet de serre à partir des nouvelles projections climatiques de référence DRIAS-2020. Ils sont consultables sur un site dédié publié par Météo-France en novembre 2022.

### Milieux naturels et biodiversité

#### Réseau Natura 2000

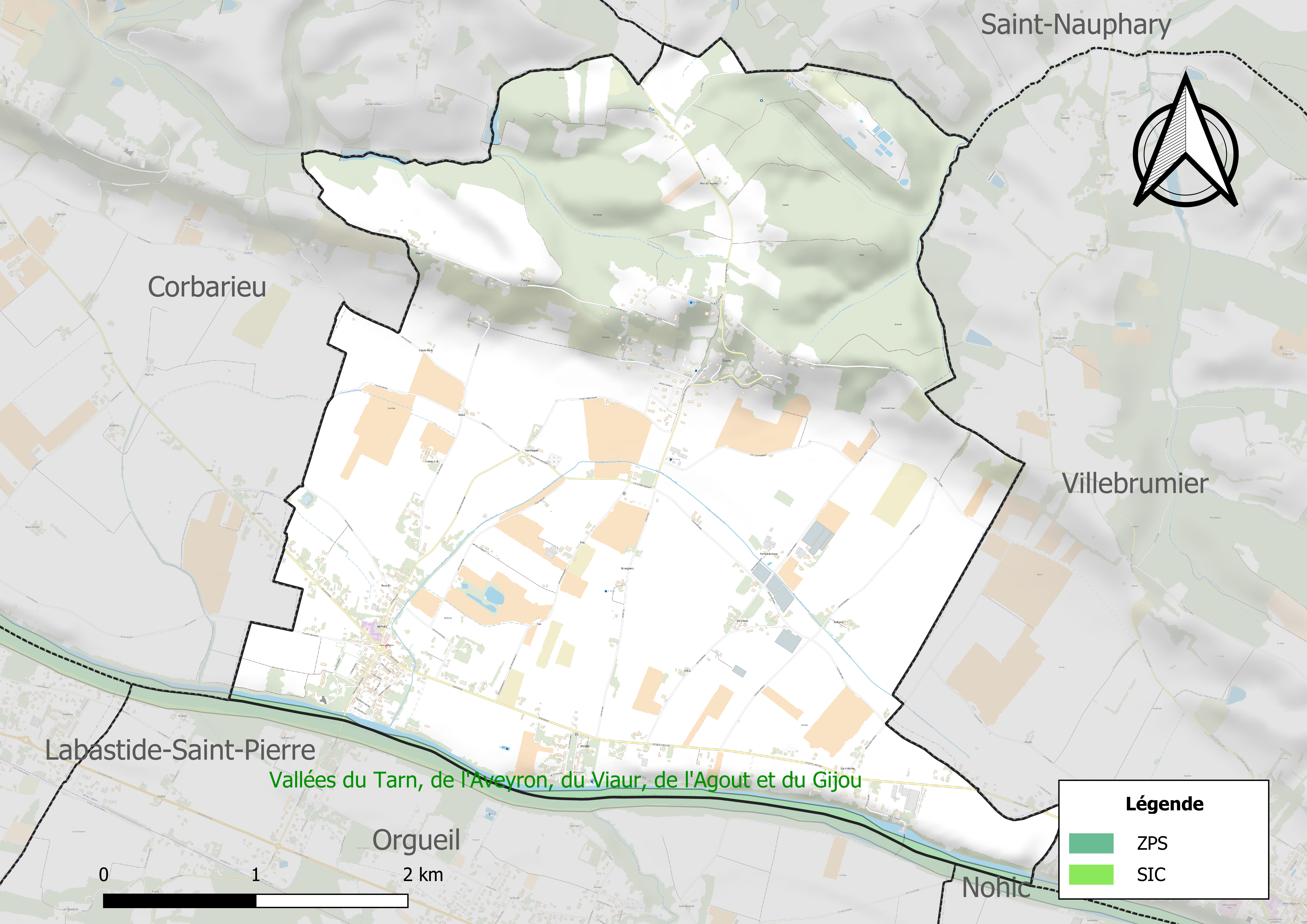
Site Natura 2000 sur le territoire communal.

Le réseau Natura 2000 est un réseau écologique européen de sites naturels d'intérêt écologique élaboré à partir des directives habitats et oiseaux, constitué de zones spéciales de conservation (ZSC) et de zones de protection spéciale (ZPS).
Un site Natura 2000 a été défini sur la commune au titre de la directive habitats : Les « vallées du Tarn, de l'Aveyron, du Viaur, de l'Agout et du Gijou », d'une superficie de 17 144 ha, s'étendant sur 136 communes dont 41 dans l'Aveyron, 8 en Haute-Garonne, 50 dans le Tarn et 37 dans le Tarn-et-Garonne. Elles présentent une très grande diversité d'habitats et d'espèces dans ce vaste réseau de cours d'eau et de gorges. La présence de la Loutre d'Europe et de la moule perlière d'eau douce est également d'un intérêt majeur.

#### Zones naturelles d'intérêt écologique, faunistique et floristique
L’inventaire des zones naturelles d'intérêt écologique, faunistique et floristique (ZNIEFF) a pour objectif de réaliser une couverture des zones les plus intéressantes sur le plan écologique, essentiellement dans la perspective d’améliorer la connaissance du patrimoine naturel national et de fournir aux différents décideurs un outil d’aide à la prise en compte de l’environnement dans l’aménagement du territoire.
Une ZNIEFF de type 1 est recensée sur la commune :
le « bois de Reynies » (354 ha), couvrant 4 communes du département et une ZNIEFF de type 2, : 
la « basse vallée du Tarn » (3 623 ha), couvrant 49 communes dont huit dans la Haute-Garonne, 20 dans le Tarn et 21 dans le Tarn-et-Garonne.

Carte des ZNIEFF de type 1 et 2 à Reyniès.
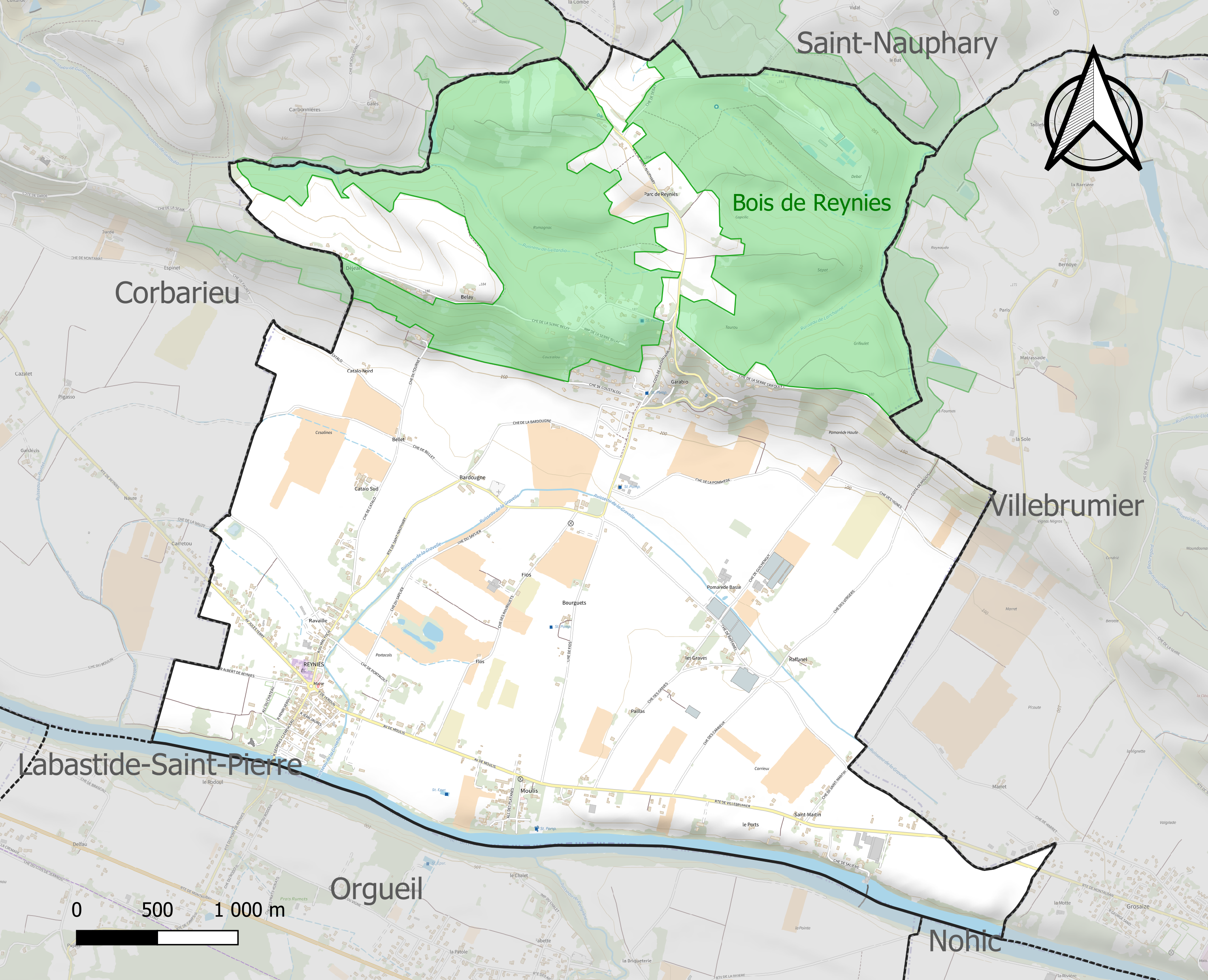
Carte de la ZNIEFF de type 1 sur la commune.
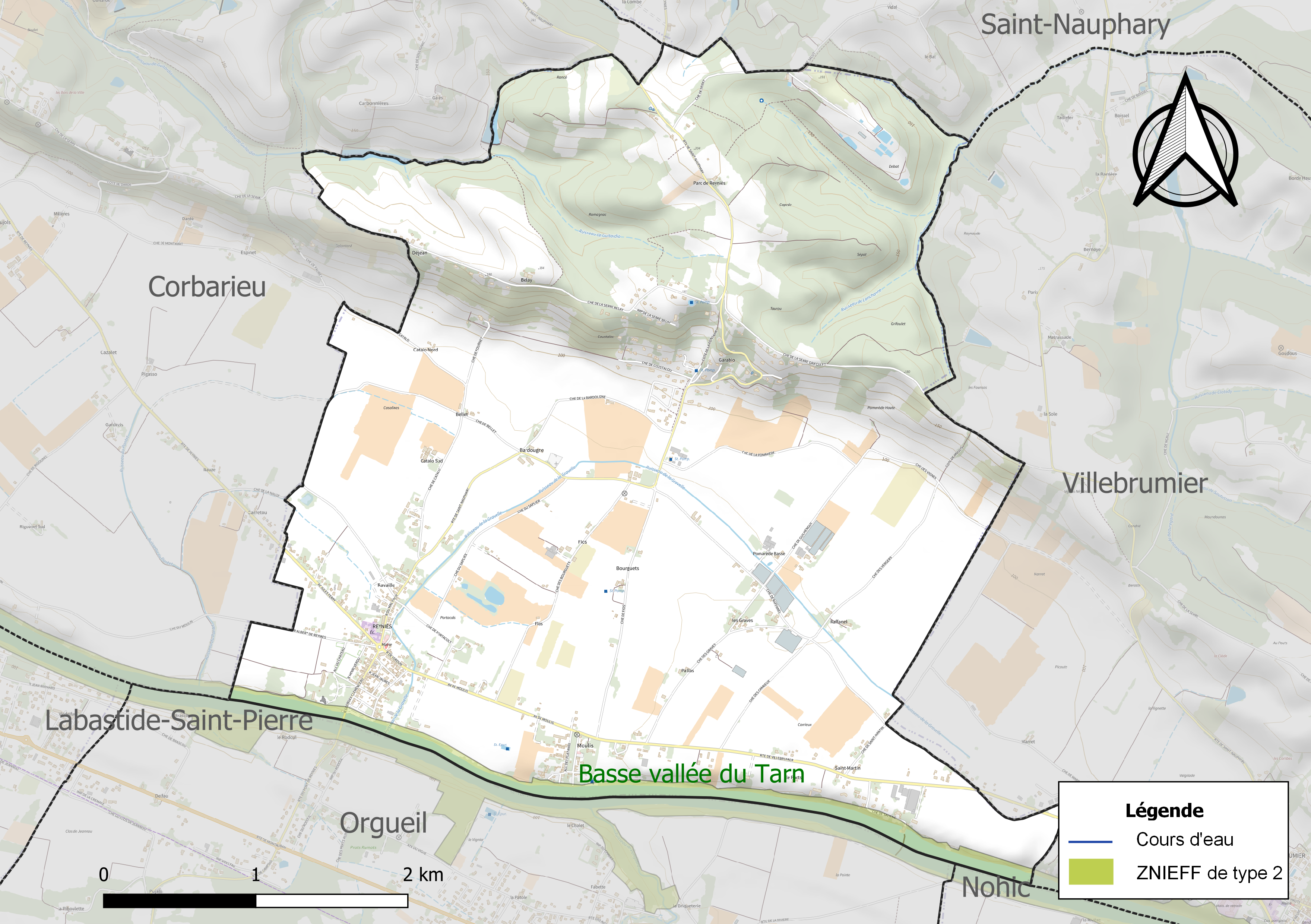
Carte de la ZNIEFF de type 2 sur la commune.

## Urbanisme

### Typologie
Au 1er janvier 2024, Reyniès est catégorisée commune rurale à habitat dispersé, selon la nouvelle grille communale de densité à sept niveaux définie par l'Insee en 2022.
Elle appartient à l'unité urbaine de Labastide-Saint-Pierre, une agglomération intra-départementale regroupant six  communes, dont elle est une commune de la banlieue,,. Par ailleurs la commune fait partie de l'aire d'attraction de Toulouse, dont elle est une commune de la couronne,. Cette aire, qui regroupe 527 communes, est catégorisée dans les aires de 700 000 habitants ou plus (hors Paris),.

### Occupation des sols
L'occupation des sols de la commune, telle qu'elle ressort de la base de données européenne d’occupation biophysique des sols Corine Land Cover (CLC), est marquée par l'importance des territoires agricoles (68,8 % en 2018), en diminution par rapport à 1990 (74,9 %). La répartition détaillée en 2018 est la suivante : 
terres arables (37,2 %), zones agricoles hétérogènes (31,6 %), forêts (18,7 %), zones urbanisées (8,7 %), eaux continentales (2 %), milieux à végétation arbustive et/ou herbacée (1,8 %). L'évolution de l’occupation des sols de la commune et de ses infrastructures peut être observée sur les différentes représentations cartographiques du territoire : la carte de Cassini (XVIIIe siècle), la carte d'état-major (1820-1866) et les cartes ou photos aériennes de l'IGN pour la période actuelle (1950 à aujourd'hui).

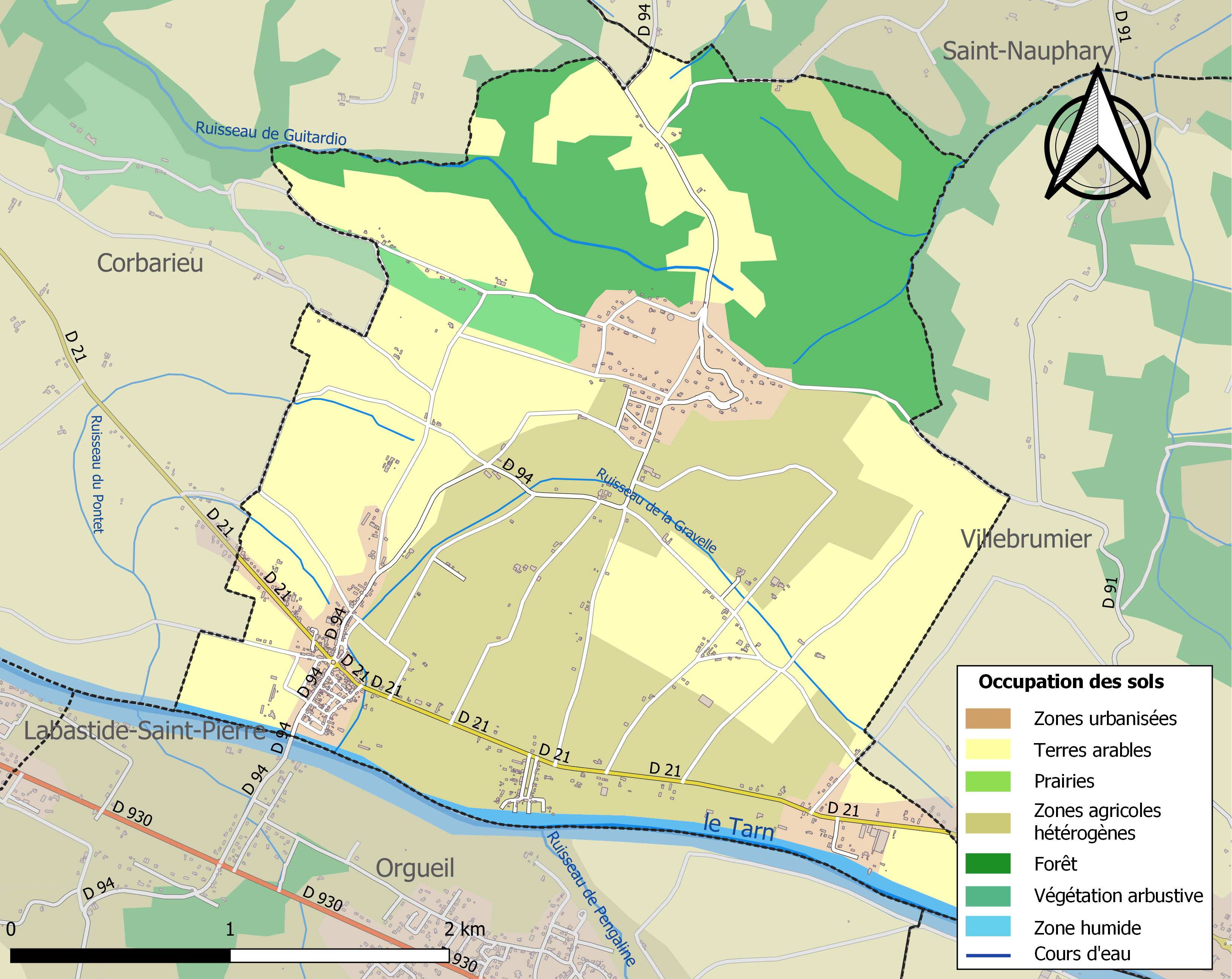
Carte des infrastructures et de l'occupation des sols de la commune en 2018 (CLC).

### Risques majeurs
Le territoire de la commune de Reyniès est vulnérable à différents aléas naturels : météorologiques (tempête, orage, neige, grand froid, canicule ou sécheresse), inondations, mouvements de terrains et séisme (sismicité très faible). Il est également exposé à un risque technologique, le transport de matières dangereuses. Un site publié par le BRGM permet d'évaluer simplement et rapidement les risques d'un bien localisé soit par son adresse soit par le numéro de sa parcelle.

#### Risques naturels
Certaines parties du territoire communal sont susceptibles d’être affectées par le risque d’inondation par débordement de cours d'eau, notamment le Tarn. La cartographie des zones inondables en ex-Midi-Pyrénées réalisée dans le cadre du XIe Contrat de plan État-région, visant à informer les citoyens et les décideurs sur le risque d’inondation, est accessible sur le site de la DREAL Occitanie. La commune a été reconnue en état de catastrophe naturelle au titre des dommages causés par les inondations et coulées de boue survenues en 1982, 1994, 1996 et 1999,.
Reyniès est exposée au risque de feu de forêt. Le département de Tarn-et-Garonne présentant toutefois globalement un niveau d’aléa moyen à faible très localisé, aucun Plan départemental de protection des forêts contre les risques d’incendie de forêt (PFCIF) n'a été élaboré. Le débroussaillement aux abords des maisons constitue l’une des meilleures protections pour les particuliers contre le feu,.

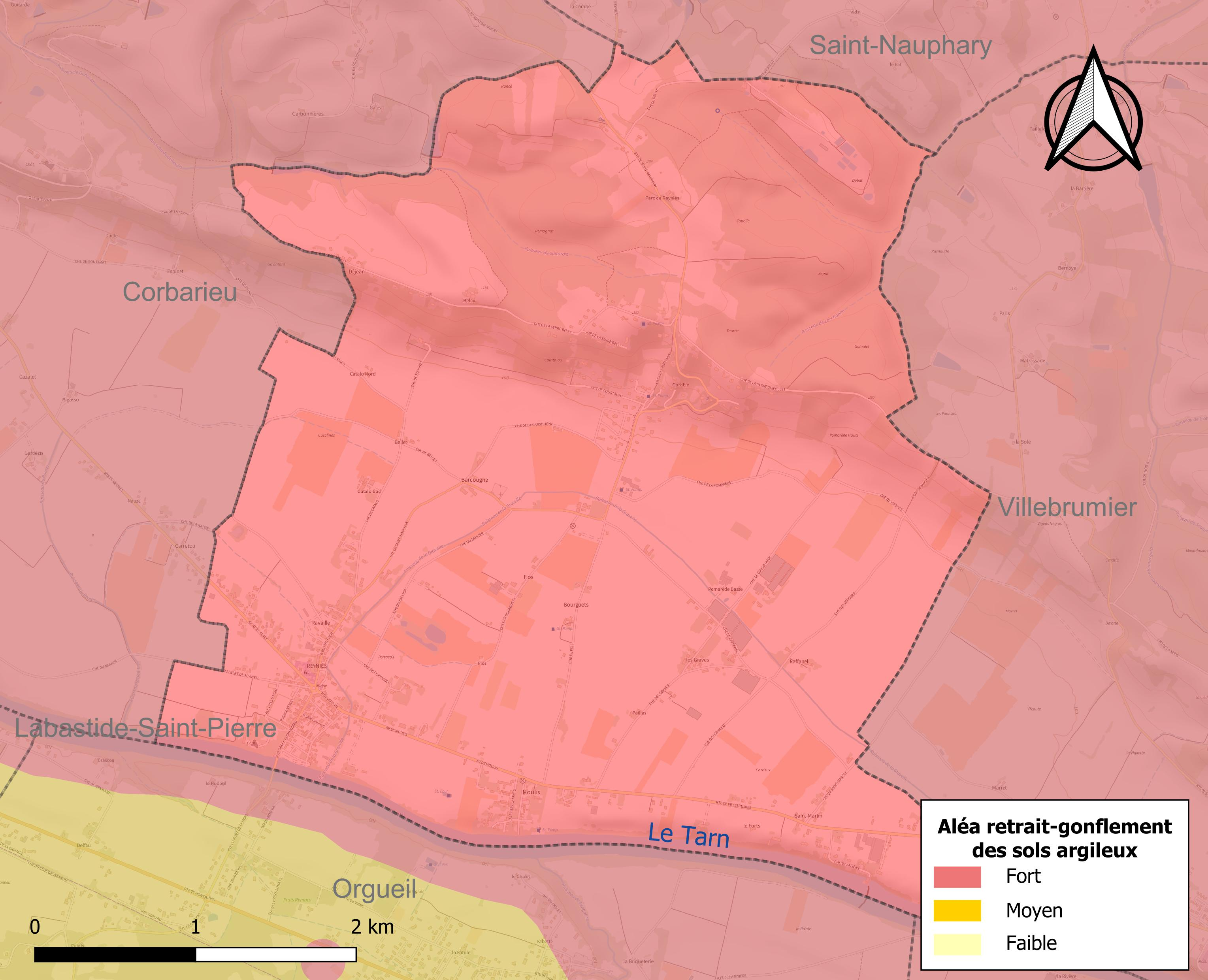
Carte des zones d'aléa retrait-gonflement des sols argileux de Reyniès.

Les mouvements de terrains susceptibles de se produire sur la commune sont des glissements de terrain et des tassements différentiels.
Le retrait-gonflement des sols argileux est susceptible d'engendrer des dommages importants aux bâtiments en cas d’alternance de périodes de sécheresse et de pluie. La totalité de la commune est en aléa moyen ou fort (92 % au niveau départemental et 48,5 % au niveau national). Sur les 355 bâtiments dénombrés sur la commune en 2019, 355 sont en aléa moyen ou fort, soit 100 %, à comparer aux 96 % au niveau départemental et 54 % au niveau national. Une cartographie de l'exposition du territoire national au retrait gonflement des sols argileux est disponible sur le site du BRGM,.
Par ailleurs, afin de mieux appréhender le risque d’affaissement de terrain, l'inventaire national des cavités souterraines permet de localiser celles situées sur la commune.
Concernant les mouvements de terrains, la commune a été reconnue en état de catastrophe naturelle au titre des dommages causés par la sécheresse en 2003 et par des mouvements de terrain en 1999.

#### Risques technologiques
Le risque de transport de matières dangereuses sur la commune est lié à sa traversée par des infrastructures routières ou ferroviaires importantes ou la présence d'une canalisation de transport d'hydrocarbures. Un accident se produisant sur de telles infrastructures est susceptible d’avoir des effets graves sur les biens, les personnes ou l'environnement, selon la nature du matériau transporté. Des dispositions d’urbanisme peuvent être préconisées en conséquence.

## Histoire
Le 18 octobre 1810, la commune de Moulis est intégrée à Reyniès.
Le 3 mars 1930, le Tarn déborde et une grande partie du village est détruite (Inondations de mars 1930 dans le bassin du Tarn).

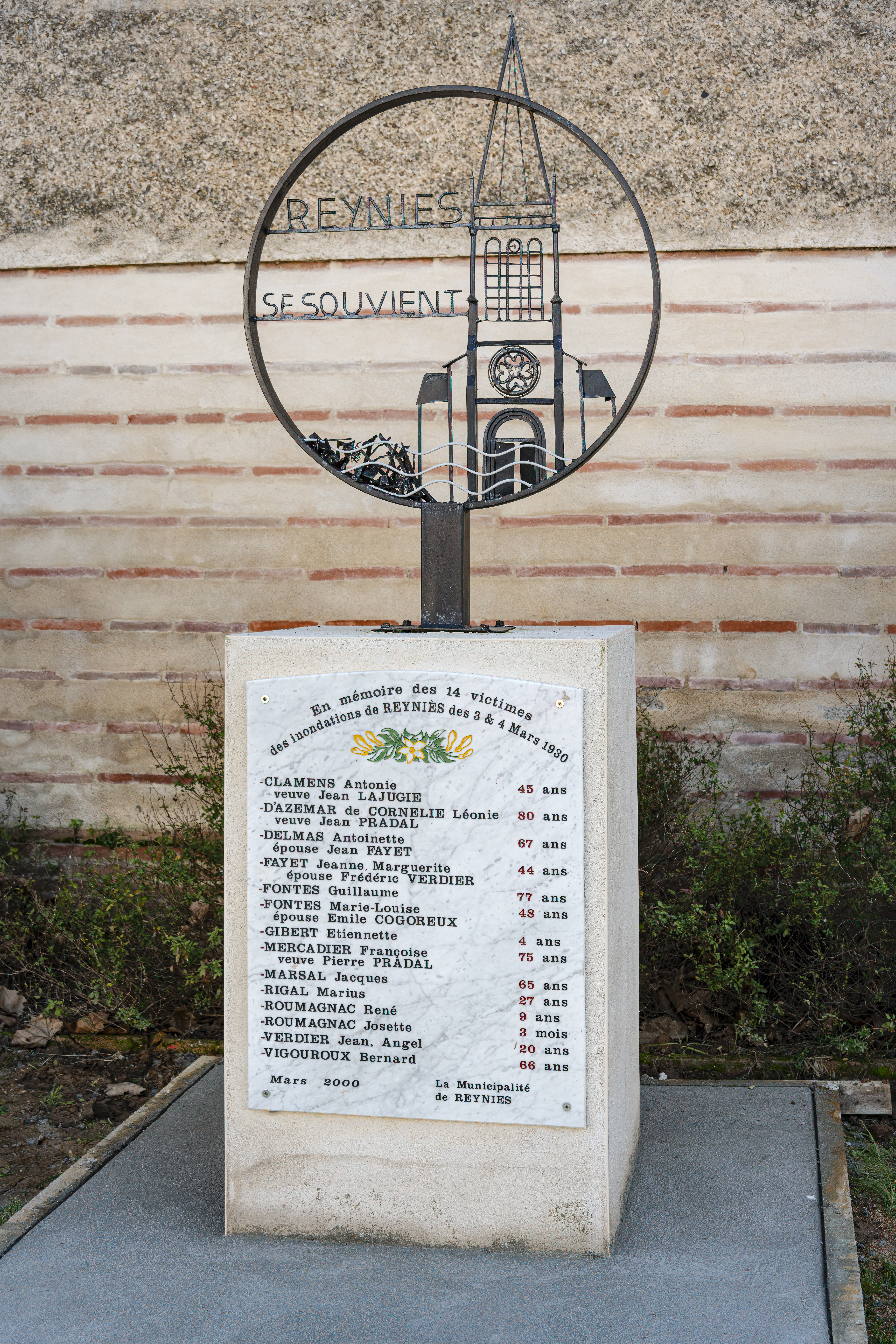
Monument aux morts de l'inondation de 1930
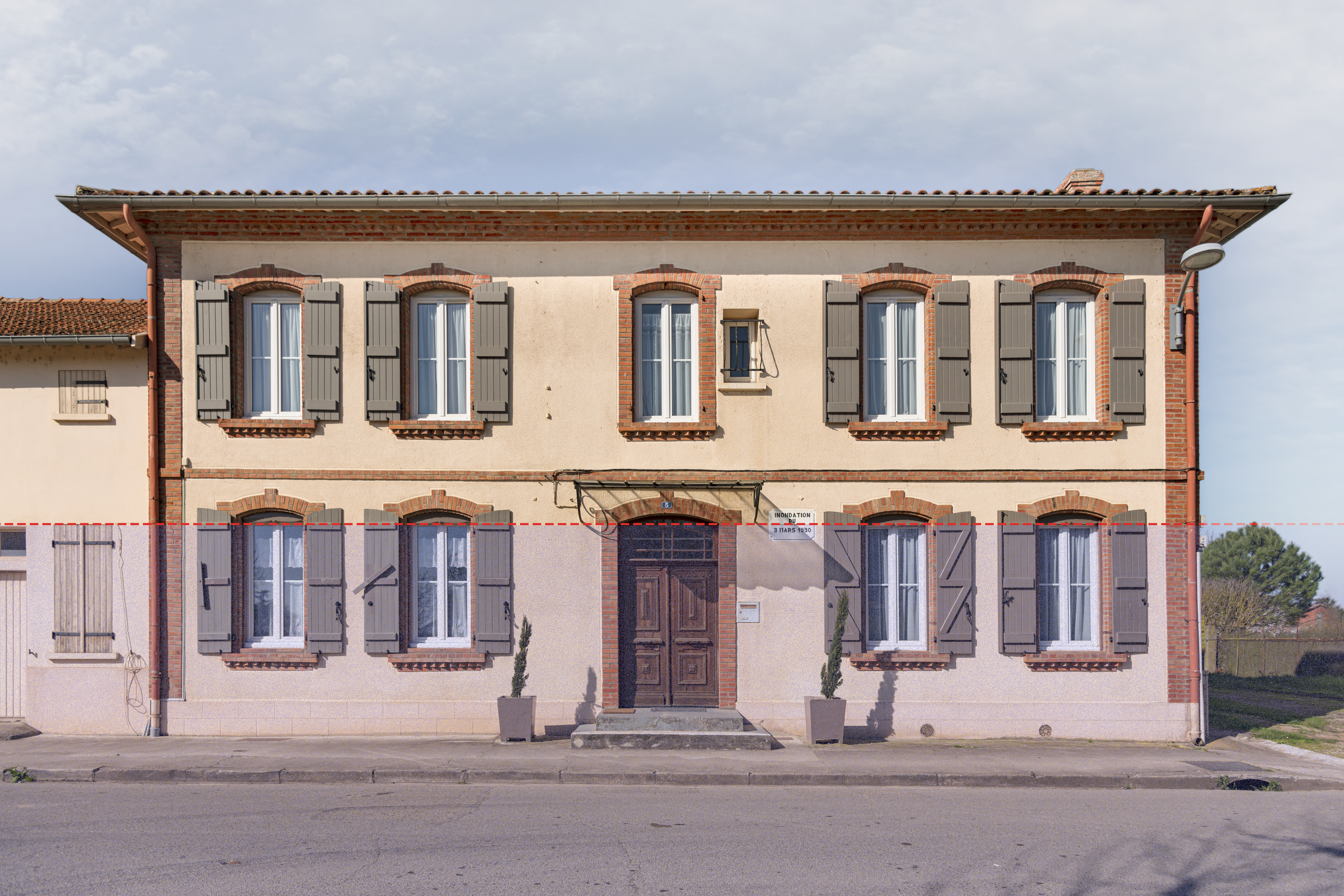
Niveau de l'inondation de 1930

## Politique et administration

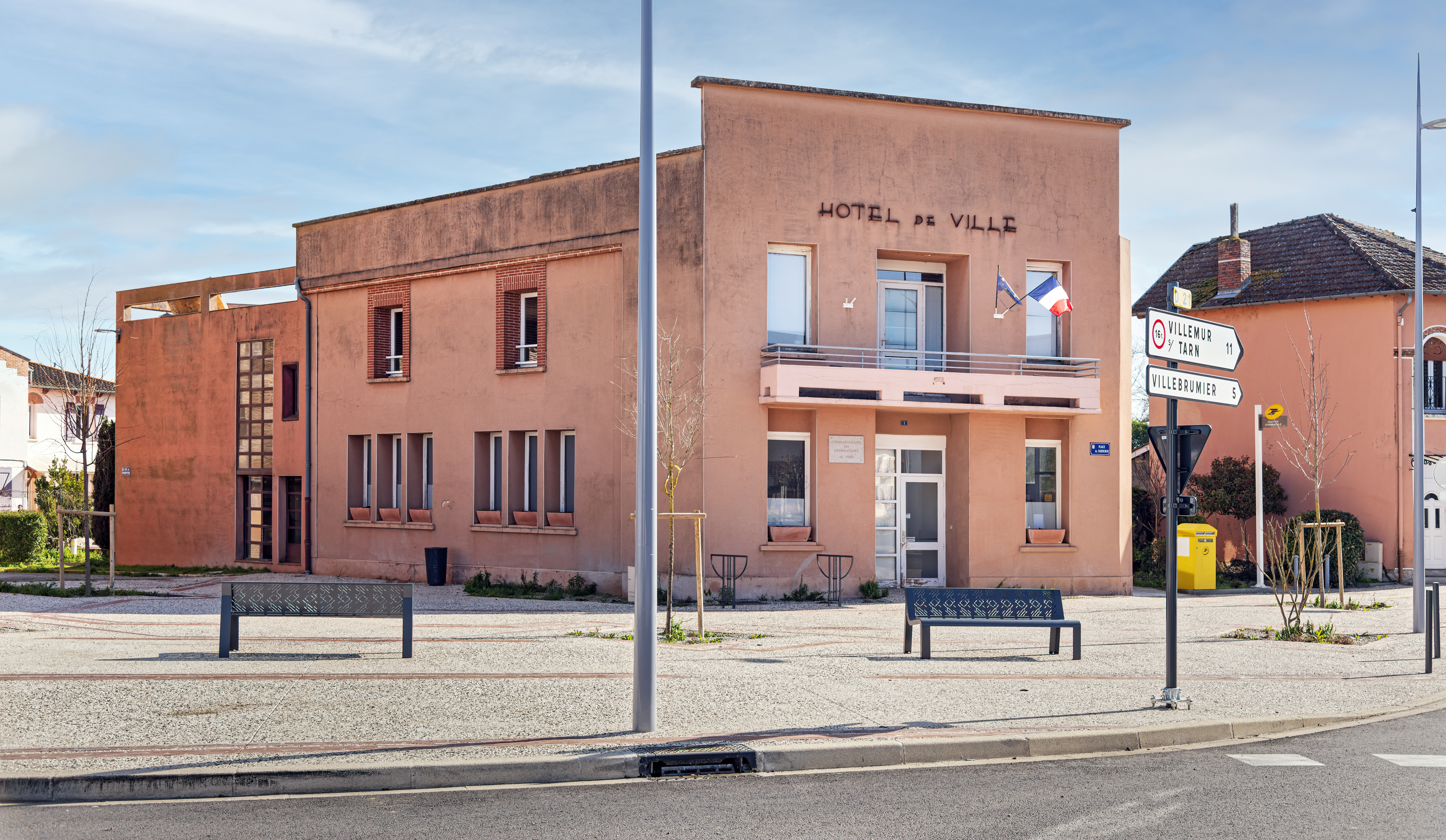
L'hôtel de ville.

### Rattachements administratifs et électoraux
La commune faisait partie de la communauté de communes du Terroir Grisolles Villebrumier et maintenant du Grand Montauban depuis le 1er janvier 2017. Elle fait partie du canton de Tarn-Tescou-Quercy vert (avant le redécoupage départemental de 2014, Reyniès faisait partie de l'ex-canton de Villebrumier).

## Population et société

### Démographie
L'évolution du nombre d'habitants est connue à travers les recensements de la population effectués dans la commune depuis 1793. Pour les communes de moins de 10 000 habitants, une enquête de recensement portant sur toute la population est réalisée tous les cinq ans, les populations de référence des années intermédiaires étant quant à elles estimées par interpolation ou extrapolation. Pour la commune, le premier recensement exhaustif entrant dans le cadre du nouveau dispositif a été réalisé en 2004.

En 2022, la commune comptait 878 habitants, en évolution de +2,21 % par rapport à 2016 (Tarn-et-Garonne : +3,12 %, France hors Mayotte : +2,11 %).
| 1793 | 1800 | 1806 | 1821 | 1831 | 1836 | 1841 | 1846 | 1851 |
| ---- | ---- | ---- | ---- | ---- | ---- | ---- | ---- | ---- |
| 650  | 508  | 534  | 780  | 778  | 861  | 818  | 834  | 847  |

| 1856 | 1861 | 1866 | 1872 | 1876 | 1881 | 1886 | 1891 | 1896 |
| ---- | ---- | ---- | ---- | ---- | ---- | ---- | ---- | ---- |
| 800  | 868  | 846  | 839  | 846  | 777  | 751  | 676  | 647  |

| 1901 | 1906 | 1911 | 1921 | 1926 | 1931 | 1936 | 1946 | 1954 |
| ---- | ---- | ---- | ---- | ---- | ---- | ---- | ---- | ---- |
| 621  | 605  | 583  | 514  | 516  | 585  | 588  | 585  | 644  |

| 1962 | 1968 | 1975 | 1982 | 1990 | 1999 | 2004 | 2006 | 2009 |
| ---- | ---- | ---- | ---- | ---- | ---- | ---- | ---- | ---- |
| 664  | 766  | 709  | 710  | 760  | 816  | 822  | 821  | 913  |

| 2014 | 2019 | 2022 | - | - | - | - | - | - |
| ---- | ---- | ---- | - | - | - | - | - | - |
| 872  | 862  | 878  | - | - | - | - | - | - |

### Enseignement
Reyniès fait partie de l'académie de Toulouse.

### Sports
Reyniès compte au rayon du sport, le Reyniès XV club de rugby à XV évoluant en 2e série. Après une saison époustouflante, la montée en 1re série a été acquise en 2011. Ce petit club, créé à l'initiative de Bernard Coffignal en 2002, rassemble les foules lors des matches à domicile, les jeunes du villages ayant même créé un club de supporters.
La renommée de ce club commence à grandir, et récemment la commune de Reyniès et le Reyniès XV ont décidé de créer une équipe féminine. Reyniès XV est sacré champion de Midi-Pyrénées de 3e série en 2010.
En 2015 et après un changement de direction, le club change de nom pour répondre à la mise en place d'un programme de développement autour d'un regroupement communal : le [reyniesxv Reyniès Canton du Tarn et Tescou XV] est né. Il regroupe les communes voisines du village : Corbarieu, Saint-Nauphary, Villebrumier, Varennes, Nohic, Orgueil et Labastide-Saint-Pierre. L'équipe séniors évoluera en 4e série pour la saison 2015-2016. L'école de rugby est en entente avec le Racing club montalbanais.
Stade de rugby/foot au centre du village qui est équipé de petites tribunes ainsi qu'un stade d'Urban Football. Ce stade a été rénové (éclairage, mains courantes, déplacement du monument aux morts) à l'occasion de la célébration de son cinquantenaire en 1987.
Cyclisme, Tour du Tarn-et-Garonne.
La commune a été le siège du constructeur français de motos Portal dont les modèles étaient réputés à la fin des années 1970. Un titre de Champion de France de motocross en catégorie 250 inter viendra récompenser l'équipe en 1980 avec Jean-Michel Baron au guidon.

## Économie

### Revenus
En 2018, la commune compte 344 ménages fiscaux, regroupant 870 personnes. La médiane du revenu disponible par unité de consommation est de 22 870 € (20 140 € dans le département).

### Emploi
|                | 2008  | 2013   | 2018   |
| -------------- | ----- | ------ | ------ |
| Commune        | 7,2 % | 7,1 %  | 7,9 %  |
| Département    | 8,4 % | 10,2 % | 10,3 % |
| France entière | 8,3 % | 10 %   | 10 %   |

En 2018, la population âgée de 15 à 64 ans s'élève à 505 personnes, parmi lesquelles on compte 78,7 % d'actifs (70,8 % ayant un emploi et 7,9 % de chômeurs) et 21,3 % d'inactifs,. Depuis 2008, le taux de chômage communal (au sens du recensement) des 15-64 ans est inférieur à celui de la France et du département.
La commune fait partie de la couronne de l'aire d'attraction de Toulouse, du fait qu'au moins 15 % des actifs travaillent dans le pôle,. Elle compte 142 emplois en 2018, contre 198 en 2013 et 184 en 2008. Le nombre d'actifs ayant un emploi résidant dans la commune est de 366, soit un indicateur de concentration d'emploi de 38,8 % et un taux d'activité parmi les 15 ans ou plus de 57,8 %.
Sur ces 366 actifs de 15 ans ou plus ayant un emploi, 50 travaillent dans la commune, soit 14 % des habitants. Pour se rendre au travail, 88,5 % des habitants utilisent un véhicule personnel ou de fonction à quatre roues, 1,4 % les transports en commun, 3,8 % s'y rendent en deux-roues, à vélo ou à pied et 6,3 % n'ont pas besoin de transport (travail au domicile).

### Activités hors agriculture

#### Secteurs d'activités
73 établissements sont implantés  à Reyniès au 31 décembre 2019. Le tableau ci-dessous en détaille le nombre par secteur d'activité et compare les ratios avec ceux du département,.
| Secteur d'activité                                                                                        | Commune | Commune | Département |
| Secteur d'activité                                                                                        | Nombre  | %       | %           |
| --- | ------- | ------- | ----------- |
| Ensemble                                                                                                  | 73      | 100 %   | (100 %)     |
| Industrie manufacturière, industries extractives et autres                                                | 9       | 12,3 %  | (9,6 %)     |
| Construction                                                                                              | 11      | 15,1 %  | (14,9 %)    |
| Commerce de gros et de détail, transports, hébergement et restauration                                    | 17      | 23,3 %  | (29,7 %)    |
| Information et communication                                                                              | 2       | 2,7 %   | (1,9 %)     |
| Activités financières et d'assurance                                                                      | 2       | 2,7 %   | (3,4 %)     |
| Activités immobilières                                                                                    | 2       | 2,7 %   | (3,3 %)     |
| Activités spécialisées, scientifiques et techniques et activités de services administratifs et de soutien | 12      | 16,4 %  | (14,1 %)    |
| Administration publique, enseignement, santé humaine et action sociale                                    | 10      | 13,7 %  | (13,6 %)    |
| Autres activités de services                                                                              | 8       | 11 %    | (9,3 %)     |

Le secteur du commerce de gros et de détail, des transports, de l'hébergement et de la restauration est prépondérant sur la commune puisqu'il représente 23,3 % du nombre total d'établissements de la commune (17 sur les 73 entreprises implantées  à Reyniès), contre 29,7 % au niveau départemental.

#### Entreprises et commerces
Les trois entreprises ayant leur siège social sur le territoire communal qui génèrent le plus de chiffre d'affaires en 2020 sont : 
- Gilbert Polytech, mécanique industrielle (2 559 k€)
- SARL Negre Et Fils, activités de soutien aux cultures (500 k€)
- Holding Laurent Perier Croissance, activités des sociétés holding (270 k€)

Viticulture : coteaux et terrasses de Montauban (VDP). Reyniès, typique village agricole, s'est fortement développé dans les années 1960 avec d'une part le remembrement (maire d'alors Lucien Sabatier) et d'autre part l'adduction d'eau dans les parcelles agricoles. Par la suite, la culture du maïs de semence a fait prospérer ce petit village.
Portal était un constructeur français de motos fondé par Denis et Gilles Portal dont l'activité commença en 1974 et cessa en 1984.

### Agriculture
La commune est dans le Lauragais, une petite région agricole située dans le sud-est du département de Tarn-et-Garonne. En 2020, l'orientation technico-économique de l'agriculture  sur la commune est la culture de fruits ou d'autres cultures permanentes.
|               | 1988 | 2000 | 2010 | 2020 |
| ------------- | ---- | ---- | ---- | ---- |
| Exploitations | 49   | 28   | 24   | 19   |
| SAU (ha)      | 773  | 738  | 665  | 411  |

Le nombre d'exploitations agricoles en activité et ayant leur siège dans la commune est passé de 49 lors du recensement agricole de 1988  à 28 en 2000 puis à 24 en 2010 et enfin à 19 en 2020, soit une baisse de 61 % en 32 ans. Le même mouvement est observé à l'échelle du département qui a perdu pendant cette période 57 % de ses exploitations,. La surface agricole utilisée sur la commune a également diminué, passant de 773 ha en 1988 à 411 ha en 2020. Parallèlement la surface agricole utilisée moyenne par exploitation a augmenté, passant de 16 à 22 ha.

## Culture locale et patrimoine

### Lieux et monuments
Les monuments aux morts, celui des soldats tombés au champ d'honneur et celui des victimes de l'inondation de 1930, placés tous deux sur le flanc gauche de l'église.
- La mairie, sa rue principale où se trouvent les commerces principaux, son château du XVIIe siècle, son pont qui surplombe le Tarn, son lavoir d'époque.
- L'église Sainte-Anne de Reyniès.
- Chapelle Saint-Martin de Moulis.
- Sans oublier la bascule communale (plus utilisée) qui compte l'environnement de la place du village.

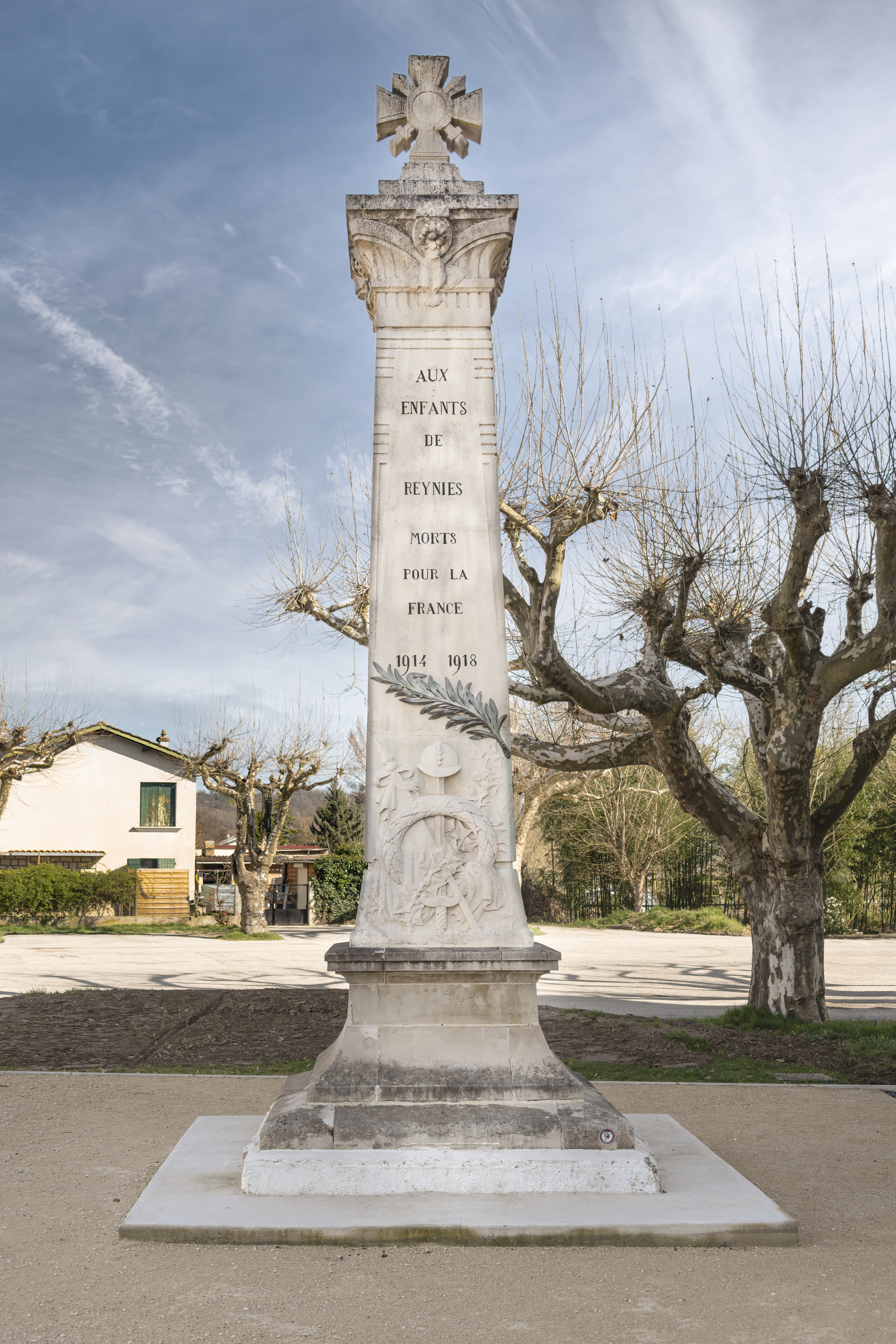
Monument aux morts de la Première Guerre mondiale.
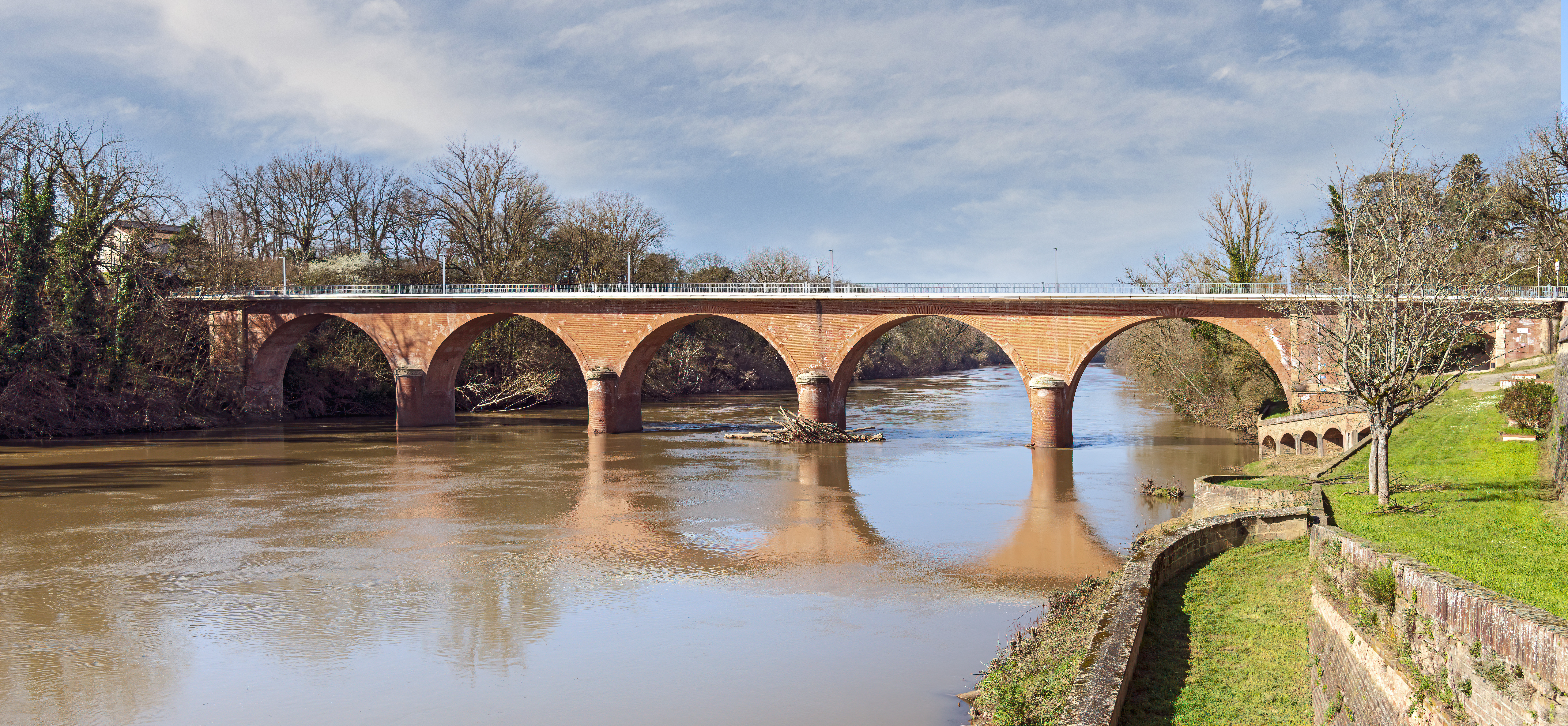
Le pont de 1887 sur le Tarn.
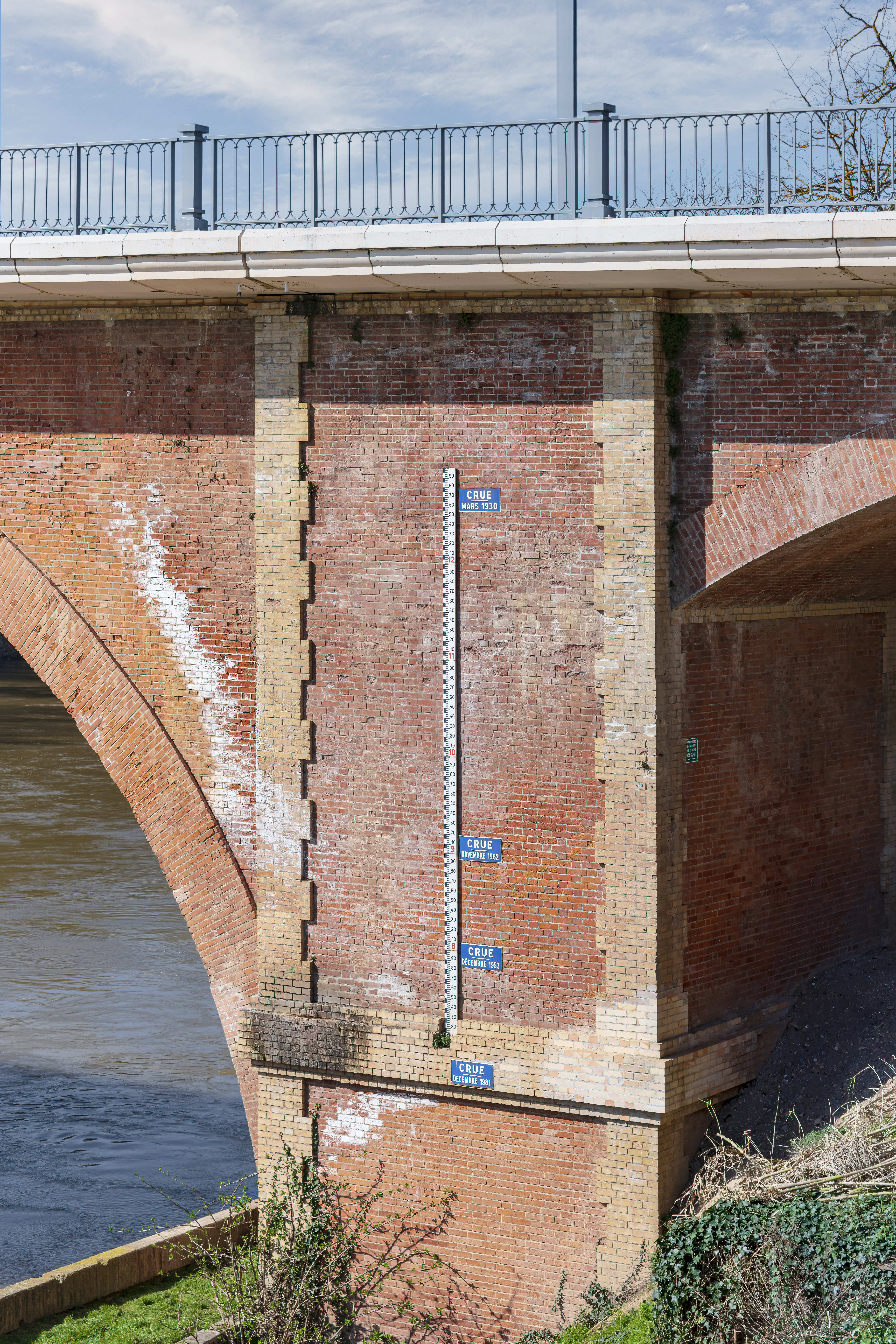
Les niveaux des crues du Tarn.
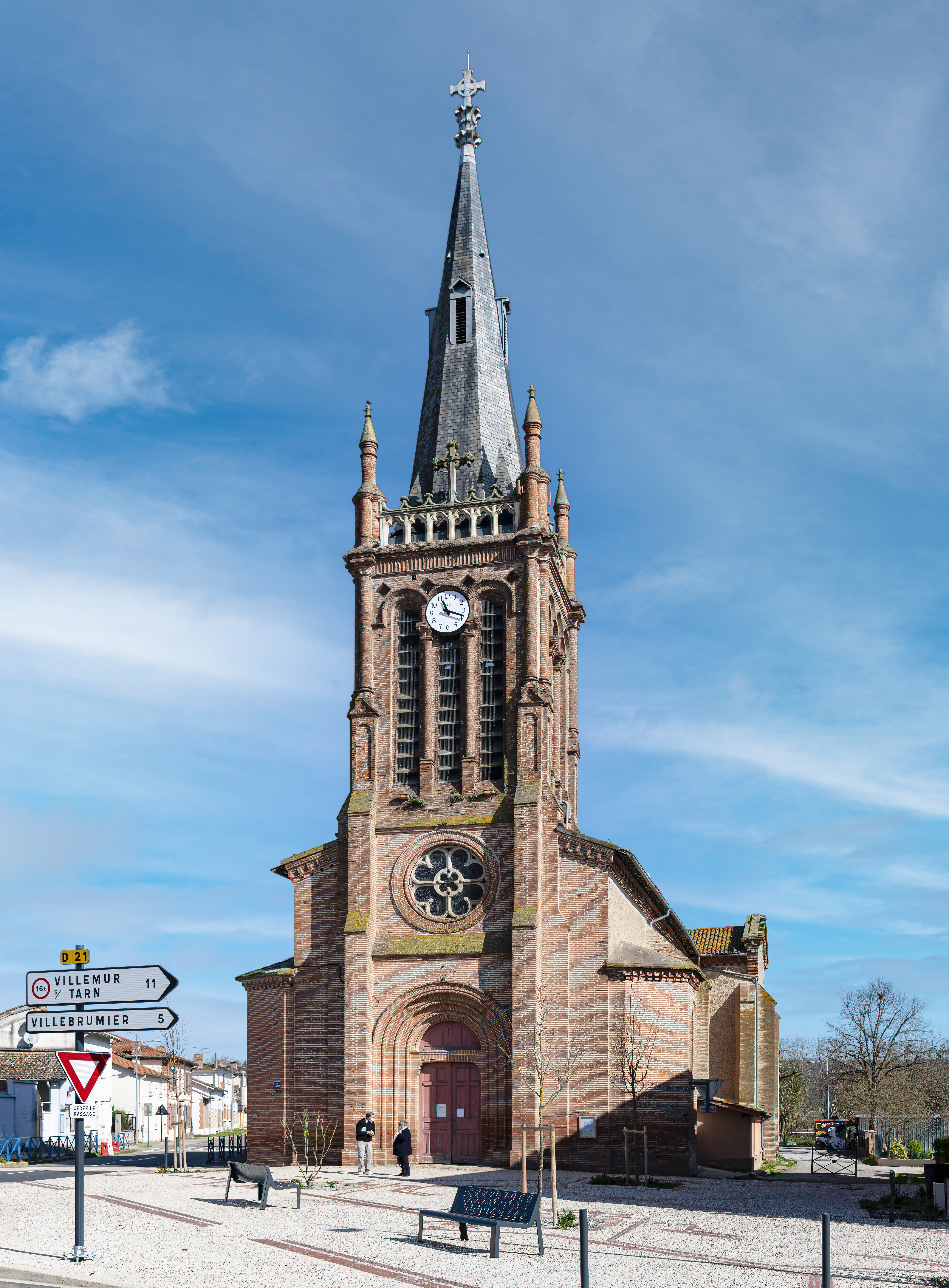
La façade de l'église Sainte-Anne.
L'intérieur de l'église.

- Le château de Reyniès est inscrit au titre des monuments historiques en 1974[37]. Le château primitif a été construit en 1269. Le château appartient à Pierre de Latour en 1621, protestant participant à la défense de Montauban pendant le siège de la ville. Il est pris par les catholiques l'année suivante et le duc de Vendôme le fit détruire[38]. Il passa ensuite à Jeanne de Latour de Reyniès, que le deuxième époux, Jean de Seguin des Bros (ou de Lasbros), fit reconstruire sur les fondations initiales vers 1650[39]. En 1786, Étienne Seguin de La Tour, « marquis »[40] de Reyniès, fait exhausser le château d'un étage pour lui donner son apparence actuelle.

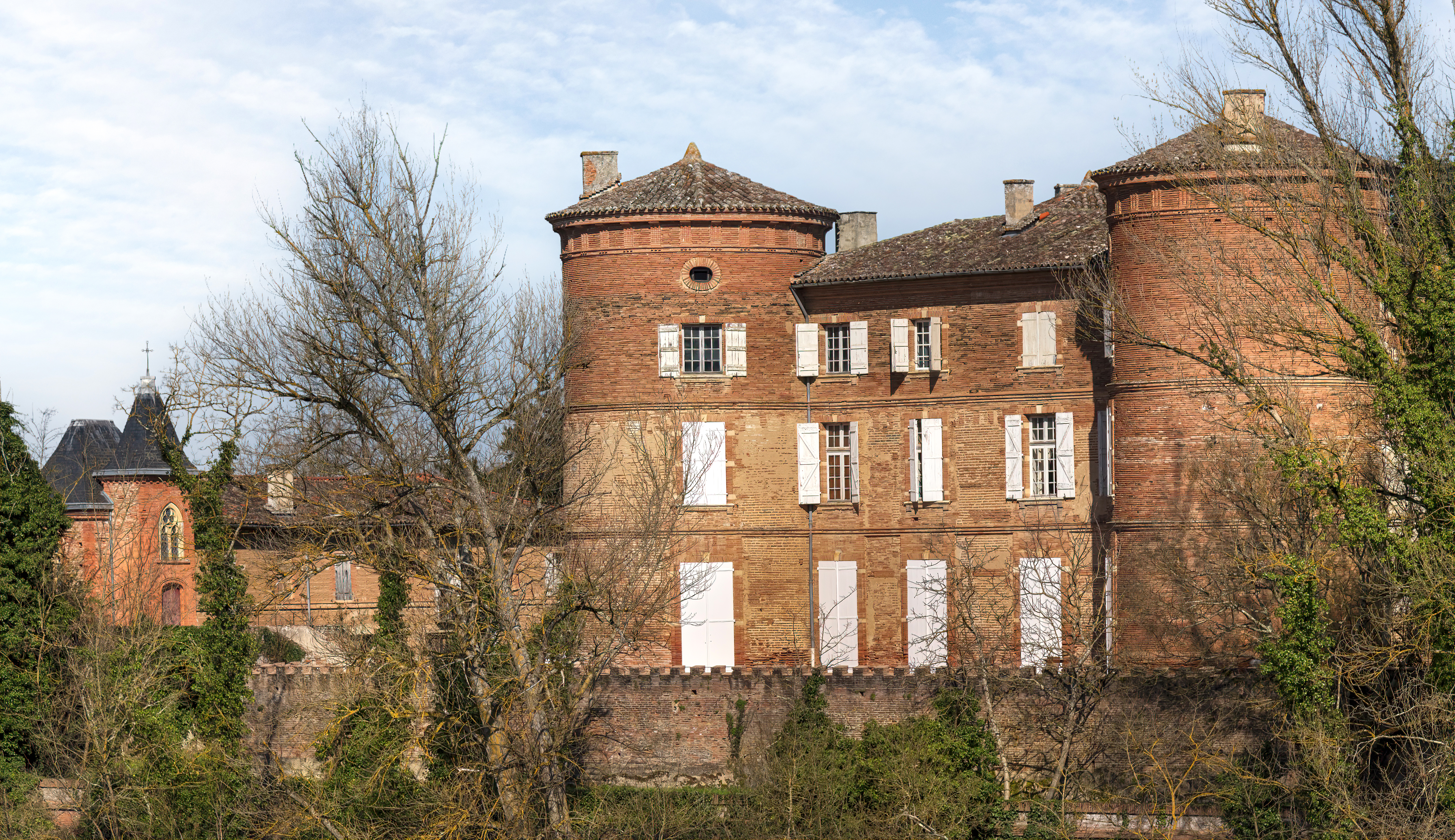
Le Château au bord du Tarn

### Personnalités liées à la commune
- Aristide de Gondrecourt.
- Jean Abeilhou.
- Charles Ausset, né sur la commune, champion de France de cyclisme sur route amateurs en 1950.
- Les frères Denis et Gilles Portal, champions de France de motocross et fondateurs du constructeur français de motos Portal.
- Bernard Bertrand, champion de France d'auto cross en 1986 avec son numéro de course fétiche : 67.
- Denis Lagarde, champion de France d'auto cross en 1987.

### Héraldique
| Reyniès | Son blasonnement est : D'argent à trois bandes de gueules, au chef du même. |

## Pour approfondir